# Faunus
Pour les articles homonymes, voir Lupercus.
Faunus est, dans la mythologie romaine, le dieu à cornes de la forêt, des plaines et des champs. Quand il a rendu le bétail fertile, il s'est appelé Inuus.
Faunus appartient aux plus anciennes divinités romaines, connues sous le nom de di indigetes. Selon le poète épique Virgile, il a été un roi légendaire des Aborigènes. Faunus, sous le nom de Fatuus, est également lié à la prophétie et aux oracles qu'il rend dans le bosquet sacré de Tibure, autour du puits d'Albunea et sur la colline de l'Aventin dans la Rome antique même.
W. Warde Fowler a suggéré que Faunus est identique à Favonius, l'un des dieux du vent romains. Faunus est très probablement d'origine indo-européenne, origine qu'il partage avec le dieu védique Rudra, dieu également associé à la nature sauvage et au vent.
Il a été, par la suite, assimilé dans la littérature au dieu grec Pan.

## Étymologie
Il existe un certain nombre de théories sur l'origine du nom Faunus. La plupart des spécialistes de la linguistique historique associent Faunus à la notion de faveur divine (latin favere - « être favorable, enclin »). Faunus signifierait donc favorable ou propice.
Selon une autre théorie, Faunus est le résultat latin d'un nom indo-européen *dhau-no- signifiant « l'étrangleur » et désignerait le loup. Le nom des Dauniens est à mettre en rapport avec un des noms indo-européens du loup. Le nom de leur éponyme Daunos (*dhaunos) paraît être l'équivalent de celui de Faunus, dieu-loup, appelé aussi Lupercus et fêté aux Lupercalia,. Selon Dominique Briquel, il est probable que les Luceres, une des trois tribus de Rome, étaient des Dauniens d’Ardea, ainsi que les personnages des Aeneis Mezentius, Messapus et Metabus, qui montrent une origine daunienne. A. Pasqualini s'accorde sur la présence d'une liaison daunienne dans les villes de Latium revendiquant une descendance diomédienne. De plus, il semblerait qu'il y ait une présence importante de Dauniens dans le Latium et la Campanie (Liternum, Nola). Festus enregistre un roi Lucerus qui a aidé Romulus contre Titus Tatius. De plus, l'épithète osque Leucesius (présent également dans Carmen Saliare) et Lucetius doit être interprété comme se rapportant aux Lucères. Il énumère également Leucaria, mère de Romos, Jupiter Lucetius, toponymes Leucasia / Leucaria près de Paestum, l'ethnonyme Lucani.
On trouve d'autres créations à partir de cette racine : les thaunos grecs, le thērion Hes., le phrygien dáos, le lykos Hes., le latin F (f) aunus. Selon Alessio, chez les Latins et les Ombriens, le loup n'a pas été nommé à cause d'un tabou religieux. ils utilisaient donc des emprunts tels que lupus en latin (qui est sabin, au lieu de l'attendu *luquos) et les Ombriens hirpos (cf. Hirpini) à l’origine. bouc au lieu de *lupos.

## Mythologie
Faunus est le fils de Picus, petit-fils de Saturne et père de Latinus, roi des Aborigènes (qu'il eut avec son épouse Fauna), lorsque Énée parvint en Italie. D'autres écrits prétendent qu'il est directement le fils de Saturne et Circé.
Sa sœur et épouse, Fauna, était adorée comme veuve mais il ne subsiste aucun mythe expliquant comment elle aurait perdu son époux.

## Fonctions et épithètes
Protecteur des troupeaux, Faunus leur donne la fécondité et les défend contre les loups, d'où le nom de « Lupercus » (du latin lupus : « loup ») qui lui est aussi souvent attribué. De ce dieu champêtre et rustique, les paysans attendaient qu'il multiplie leur bétail, féconde les champs et fournisse le pâturage de la forêt.
De sa « sauvagerie native », il garde des traits incorrigibles : lubrique, il est dit « Inuus », « copulant au hasard avec chaque animal » selon Servius.
C'est aussi un dieu prophétique dont la voix retentit dans le silence de la nuit pour prononcer des oracles. Varron explique que les faunes prédisent l'avenir en parlant (fári). Faunus prédit ainsi à son fils, le roi Latinus, l'arrivée d'Énée et l'essor de l'Empire romain. Une confirmation claire du lien entre Faunus et fári peut être trouvée dans une autre épithète de Faunus, Fatuus, qui, contrairement à Faunus, est en réalité dérivée de fári. Le sens originel de fári en latin est de « chanter » ou de « prophétiser ».
Il lui arrivait aussi d'inspirer des cauchemars aux humains. Aussi lui donne-t-on le nom d'incubis (« cauchemar »). C'était aussi un dieu qui rend des oracles (d'où son qualificatif de fatuus, « le Devin »), dévoilant l'avenir grâce aux rêves ou aux voix surnaturelles émises par les bosquets sacrés ; il y en avait un près de Tibure et un autre sur l'Aventin. Faunus révélait l'avenir dans des rêves et des voix étaient communiquées à ceux qui s'endormaient dans son enceinte, couchés sur la toison d'agneaux sacrifiés.

## Célébrations et culte

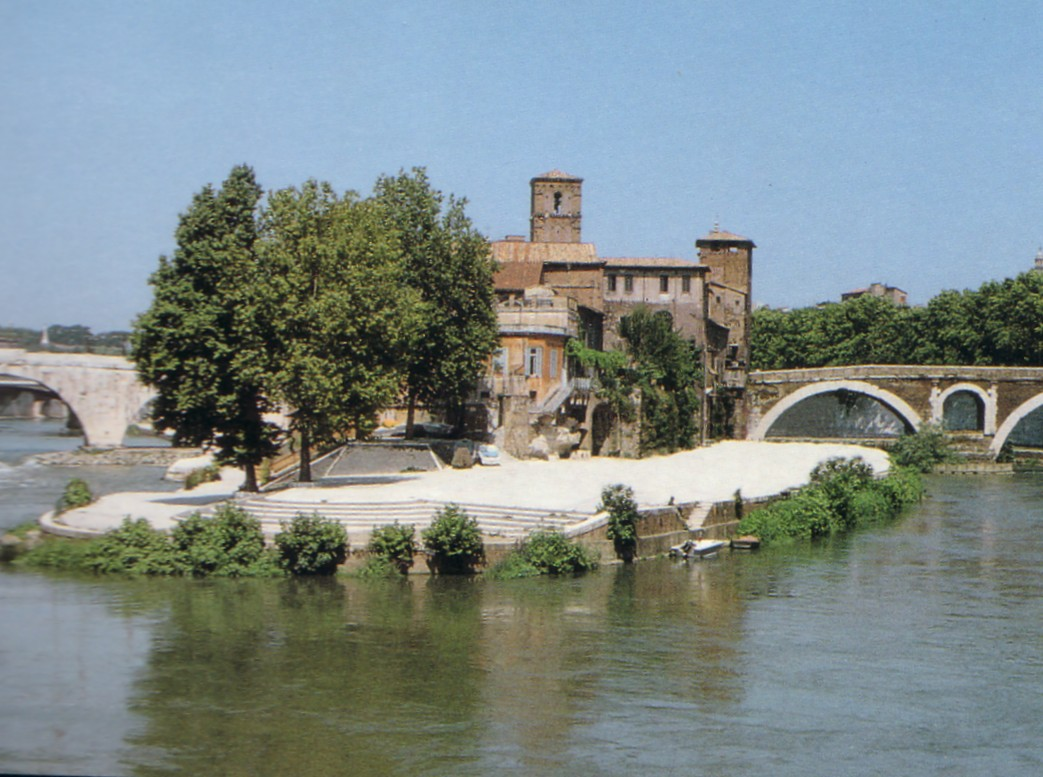
Extrémité sud de l'île Tibérine, site du temple de Faunus.

On fête en son honneur les Lupercales. Le 13 février était célébrée la dédicace de son temple, et ce jour était connu comme celui au cours duquel Favonius, le vent d'ouest fructifiant, commençait à souffler.
Le 15 février, douze luperques, prêtres de Faunus, sacrifiaient un bouc à leur dieu dans la grotte du Lupercal (au pied du mont Palatin) où, selon la légende, la louve avait allaité Romulus et Rémus. Puis, vêtus uniquement d'un pagne en peau de bouc, ils couraient dans toute la ville de Rome, armés de lanières de peau de bouc avec lesquelles ils fouettaient les femmes qu'ils rencontraient sur leur passage pour les rendre fécondes. Ils figuraient les esprits de la nature dont Faunus, dieu de la fête, était le chef de file. Les rites étaient les uns purificatoires, les autres fécondants. Certains demeurent énigmatiques.
En 496, le pape Gélase Ier interdit cette fête païenne. Il choisit Valentin de Terni comme saint patron des fiancés et des amoureux, et décréta que le 14 février, jour de sa fête, lui serait consacrée.
À l’exception des Lupercales où une chèvre et un chien lui sont sacrifiés, le culte de Faunus est à peine évoqué, mais est quasiment identique à celui de Sylvanus. Tite-Live (XXXIII 42, 9-10) écrit que la construction de son temple a été financée par l'argent collecté grâce aux amendes payées par les éleveurs. Horace décrit les rites ruraux de Faunus lors des ides de décembre, époque où le bétail revient de ses pâturages saisonniers vers ses granges d'hiver. A cette occasion, un chevreau lui est offert, accompagné de vin. Ainsi, le culte de Faunus/Sylvanus s’articule principalement autour d’une économie villageoise, conservant la fonction spécifique de ce dieu protecteur du bétail.

## Comparatisme

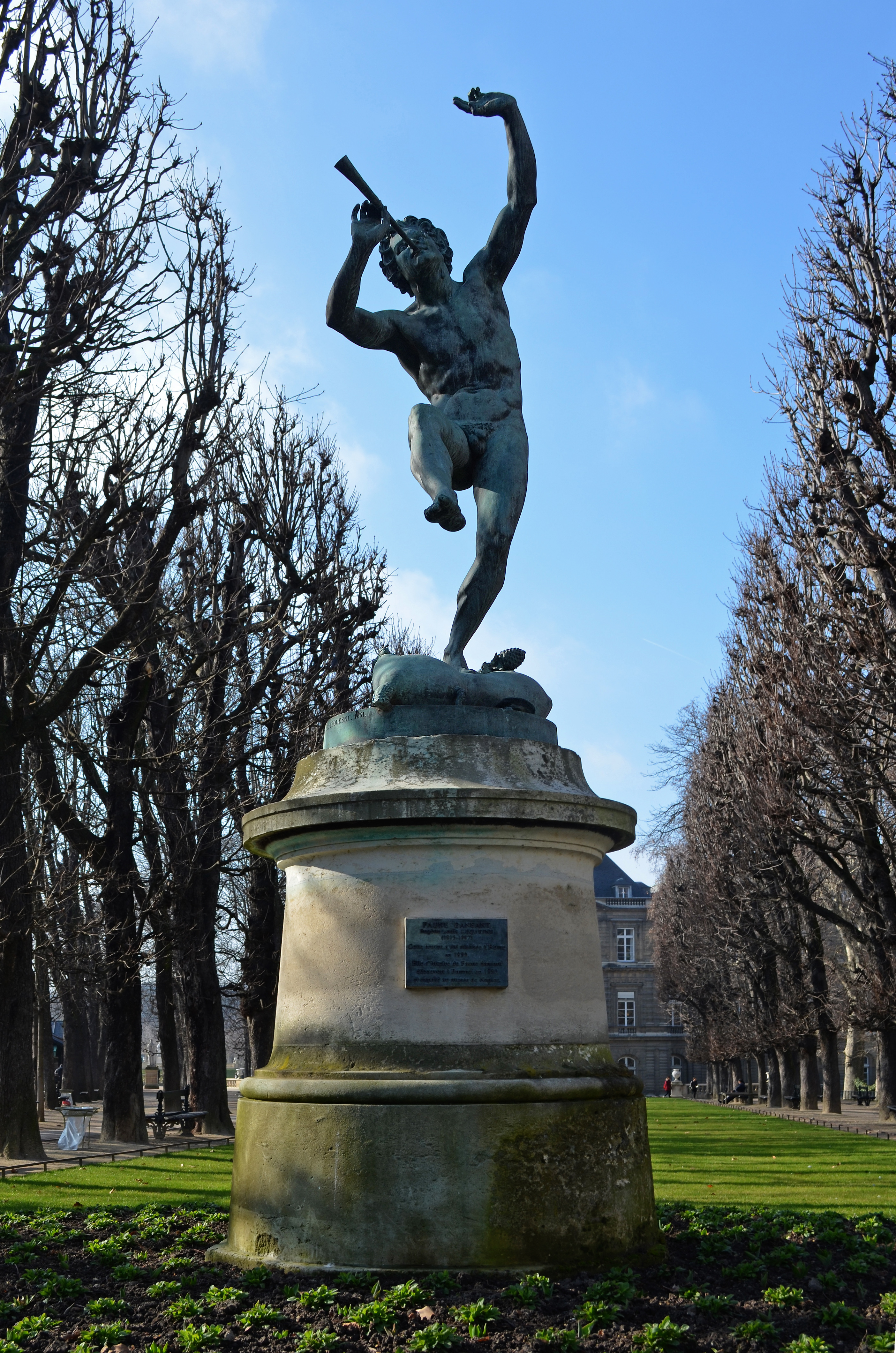
Le Faune dansant du jardin du Luxembourg.

Dans son ouvrage fondateur sur la religion védique, publié pour la première fois en 1894, Hermann Oldenberg décrit le dieu indien Rudra, mentionnant le lien possible entre le Rudra sauvage et les divinités forestières européennes, Faunus et Sylvanus. La question a été soulevée à nouveau par Georges Dumézil qui note que Rudra et Faunus/Sylvanus sont des divinités homologues. Daniel Nečas Hraste et Krešimir Vuković considèrent également que ces divinités partagent un certain nombre de traits communs qui peuvent remonter à une source indo-européenne commune.
Selon Nečas et Vuković, Faunus et Sylvanus doivent être considérés comme deux aspects différents de ce qui était à l’origine une seule et même divinité. Leurs similitudes évidentes se retrouvent dans toute la tradition romaine et sont énumérées comme preuve de leur identité commune par plusieurs chercheurs. Faunus et Sylvanus se chevauchent grandement dans leur fonction divine. Tous deux sont perçus comme des dieux de la nature sauvage, étroitement associés aux bergers et invoqués pour protéger le bétail. La différence se situe dans leur culte, Faunus ayant généralement un culte urbain et public, et Sylvanus ayant un culte privé, majoritairement rural, qui fut ensuite transposé dans les provinces romaines. Plus tard, l'interpretatio romana associait les deux divinités au grec Pan.
Les apparitions spectrales et les sons terrifiants qu'on lui attribuait dans les régions boisées firent qu'on vit en Faunus un monstre aux jambes et aux cornes de chèvre. C'est pourquoi il fut assimilé au dieu arcadien Pan, et, comme dans le cas de ce dernier, l'idée naquit d'une pluralité de faunes que l'on assimila aux satyres grecs, mais que l'on considérait généralement comme plus doux. Néanmoins, les cultes romains de Faunus et de Sylvanus n'étaient pas particulièrement mis en parallèle avec le culte grec de Pan. Selon l'interprétation littéraire et poétique, Pan correspond à Faunus et Sylvanus à satyre (c'est-à-dire les Silvani aux satyres) à l'époque classique. Plus anciennement, cependant, l’interprétation semble avoir été variable.
Parmi les nombreux concepts qui lient le Rudra védique au Faunus/Sylvanus romain, le plus évident est leur nom même et leurs épithètes attenantes. En raison de la nature violente de Rudra, le dieu est souvent imploré afin qu'il soit miséricordieux et bienveillant et invoqué avec les épithètes Bhava et Shiva, signifiant toutes deux « favorable, propice », qui trouvent un équivalent sémantique dans Faunus. Pour Nečas et Vuković, ces considérations suggèrent l’existence d’une divinité indo-européenne de la nature sauvage qui est caractérisée de manière ambiguë comme sauvage (Sylvanus – Rudra), mais aussi comme propice/favorable (Bhava/Shiva – Faunus) une fois apaisée. Selon eux, il n’est donc pas surprenant que le culte de Faunus se trouvait à l’origine à Rome, à l’intérieur des murs de la ville, et celui de Sylvanus à la campagne (étendu plus tard aux provinces). La même divinité est dite favorable une fois expiée et dans les murs d'une ville civilisée, mais sauvage et farouche quand elle demeure hors de ses murs.